# Patron Émile Daniel
Le Patron Émile Daniel (ex-SNS 025) est un ancien bateau de la Société nationale de sauvetage en mer (SNSM). Ce canot tous temps avec une coque en bois moulé, insubmersible et autoredressable pouvait sortir dans n'importe quelle condition de vent et de mer. Les canots tous temps sont reconnaissables à leur coque de couleur verte et à leur numéro commençant par un 0.
Il a le label BIP (Bateau d'intérêt patrimonial) de la Fondation du patrimoine maritime et fluvial depuis 2011.

## Histoire
Il a été baptisé du nom d'Émile Daniel, en hommage au patron et aux quatre marins du canot Vice-Amiral Schwerer II (Eugène Daniel, frère aîné d'Emile, Émile, Maurice Formal, Louis Lofficial et Gustave Le Mignant), qui avaient péri en 1958 en secourant les naufragés du drame d'Alain Bombard qui testait son embarcation sur la barre d'Étel[source insuffisante].

## Service

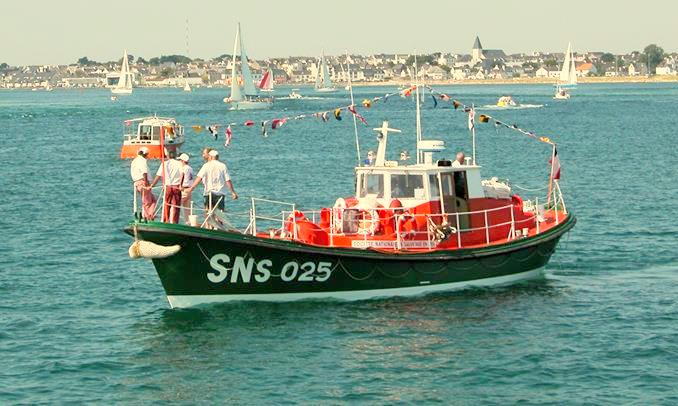
Le Patron Émile Daniel (date inconnue).

Il a été en service à la station SNSM d'Étel durant plus de 40 ans, de 1962 à 2003. Initialement équipé de 2 moteurs Baudouin de 75 ch, il a subi une refonte en 1985. Il a alors reçu 2 moteurs Renault-Couach de 140 ch et une timonerie fermée.
Une avarie en septembre 2003 met fin à sa longue carrière. Il est remplacé par le Sieur de Champlain II (SNS 244)[source insuffisante], construit en 1992. En 2013, c'est le Nohic (SNS 205) qui prend la relève.
Son ancien équipage et des bénévoles le remettent en état avec le concours du chantier Rameau et du lycée technique. Remis à flot, il est confié en 2004 à l'Association Patron Emile Daniel (APED), qui le fait naviguer pour les fêtes maritimes.

## Classement monument historique

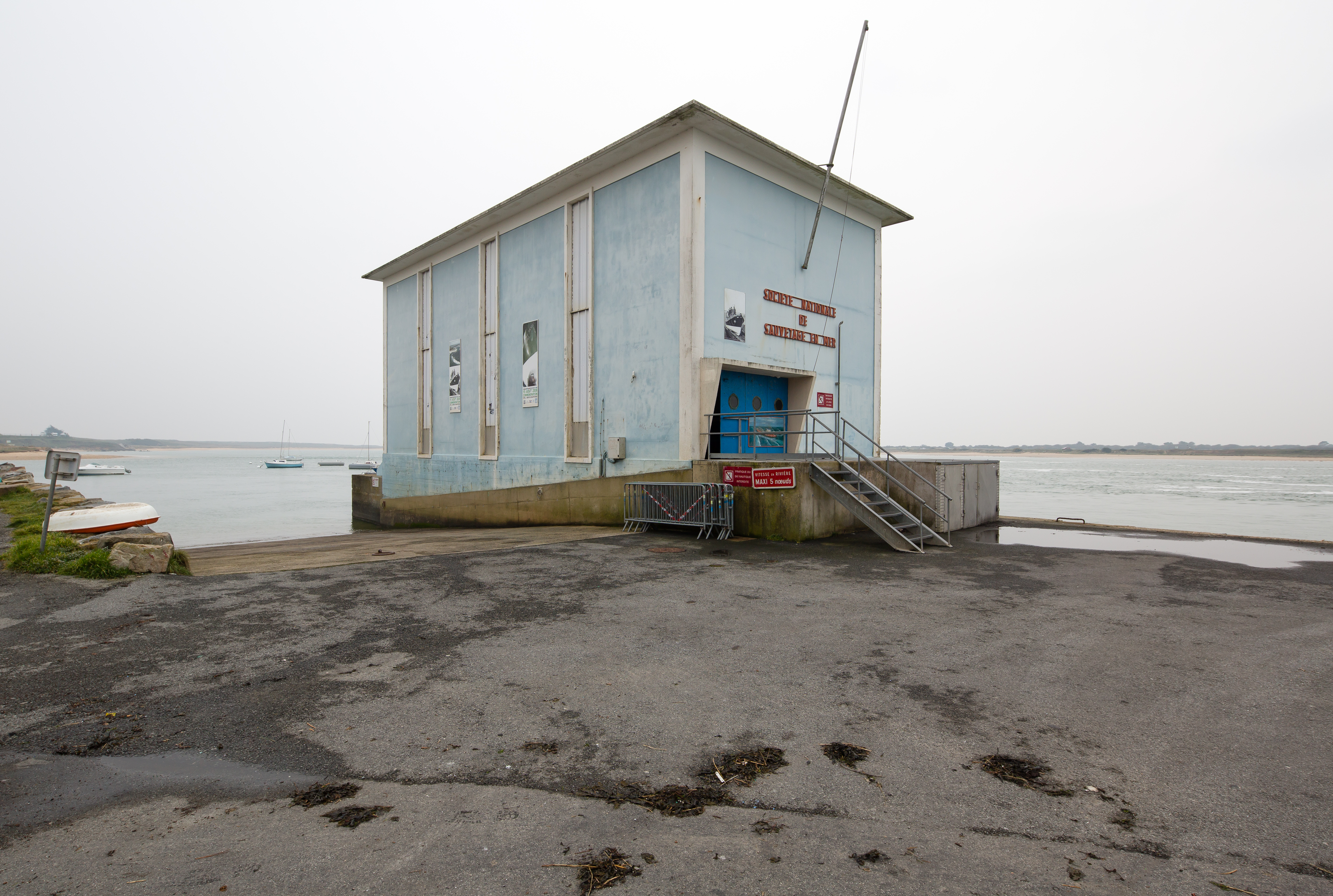
Station SNSM Etel.

La station de sauvetage en mer d'Étel, fondée par la Société Centrale des Naufragés en 1867, est inscrite aux monuments historiques depuis le 8 août 2008.
Le canot Patron Emile Daniel a été classé aux monuments historiques en 2016.
Le bâtiment abritant le canot a été construit par la société ETPO en 1962. Le bossoir mobile, permettant de chavirer le canot à la mer, ainsi que la porte-tonneau ont été construits et montés par la société nantaise « Ancien établissement Joseph Paris » (aujourd'hui devenue Établissement Joseph Paris).